# 田中素香
田中 素香（たなか そこう、1945年 - ）は、日本の経済学者。東北大学名誉教授。元日本国際経済学会会長。経済学博士。専門は国際金融論、経済統合論、ヨーロッパ経済論。欧州危機や欧州統合の研究で知られており、ユーロ研究の権威、ヨーロッパ経済研究の第一人者と言われる。

## 人物・来歴
福岡県生まれ。福岡県立修猷館高等学校を経て、1967年に九州大学工学部電子工学科卒業ののち、1969年に九州大学経済学部を卒業。さらに1971年に九州大学大学院経済学研究科修士課程を修了。1971年4月に九州大学大学院経済学研究博士課程中退。同じく1971年4月に九州大学経済学部助手となる。下関市立大学経済学部講師、助教授を務めたのち、東北大学経済学部助教授に就任。1983年に九州大学より経済学博士を取得。
1986年に東北大学経済学部教授に昇任、1999年に大学院重点化により東北大学大学院経済学研究科教授に配置換え。2004年から中央大学経済学部教授。2008年10月より日本国際経済学会顧問を務める。2006年10月から2008年10月にかけて、日本国際経済学会の会長を務めた。日本証券経済学会、信用理論研究学会、日本EU学会、日本国際経済学会に所属している。また、1996年から1997年にかけて経済企画庁ASEM研究会専門委員を務めた。
2010年の欧州危機当時、世界の経済・金融学者の間でユーロ崩壊論やギリシャのユーロ離脱が盛んに囁かれていたのに対し、田中はユーロ崩壊や解体は欧州自身にとっても得策でないため、現実的でないと述べていた。また、ギリシャに対しても、ドイツは懲罰主義を貫くべきではないと主張した。結果的に、2014年現在でユーロは崩壊しておらず、ギリシャもユーロ離脱を免れている。しかし、一方で田中はユーロが孕む構造的な問題は手付かずのままという指摘もしている。

## 主な受賞歴
- 2001年7月 Jean Monnet Chair Professor（欧州委員会）[9] - 授賞理由：EC統合に関する研究・教育への著しい貢献

## 著書

### 単著
- 『欧州統合：EC発展の新段階』（有斐閣、1982年）
- 『EC統合の新展開と欧州再編成』（東洋経済新報社、1991年）
- 『ユーロ：その衝撃とゆくえ』（岩波書店、2002年）
- 『拡大するユーロ経済圏：その強さとひずみを検証する』（日本経済新聞出版社、2007年）
- 『ユーロ：危機の中の統一通貨』（岩波書店、2010年）
- 『ユーロ危機とギリシャ反乱』（岩波書店、2016年）

### 共著
- （渡瀬義男）『ゼミナールECの財政と経済政策』（東洋経済新報社、1993年）
- （長部重康・久保広正・岩田健治）『現代ヨーロッパ経済』（有斐閣、2001年／新版、2006年／第3版、2011年／第4版、2014年）

### 編著
- 『EMS：欧州通貨制度：欧州通貨統合の焦点』（有斐閣、1996年）
- 『単一市場・単一通貨とEU経済改革』（文眞堂、2002年）
- 『世界経済・金融危機とヨーロッパ』（勁草書房、2010年）

### 共編著
- （木下悦二）『ポスト冷戦の世界経済』（文眞堂、1992年）
- （藤田誠一）『ユーロと国際通貨システム』（蒼天社出版、2003年）
- （春井久志・藤田誠一）『欧州中央銀行の金融政策とユーロ』（有斐閣、2004年）
- （羽場久美子・小森田秋夫）『ヨーロッパの東方拡大』（岩波書店、2006年）
- （馬場啓一）『国際経済関係論：対外経済政策の方向性を探る』（文眞堂、2007年）
- （岩田健治）『現代国際金融』（有斐閣、2008年）
- （馬場啓一・木村福成）『検証・金融危機と世界経済：危機後の課題と展望』（勁草書房、2010年）
- （塩見英治・中條誠一）『東アジアの地域協力と経済・通貨統合』（中央大学出版部、2011年）
- （林光洋）『世界経済の新潮流：グローバリゼーション、地域経済統合、経済格差に注目して』（中央大学出版部、2012年）

### 訳書
- パオロ・チェッキーニ『EC市場統合・1992年：域内市場完成の利益』（東洋経済新報社、1988年）
- ロルフ・H.ハッセ『EMSからEC中央銀行へ』（相沢幸悦との監訳、同文舘出版、1992年）
- ヴォルフガング・パーペ編『東アジア21世紀の経済と安全保障：ヨーロッパからの警告』（佐藤秀夫との共訳、東洋経済新報社、1997年）
- マリオ・モンティ『EU単一市場とヨーロッパの将来：モンティ報告』（東洋経済新報社、1998年）
- J.ペルクマンス『EU経済統合：深化と拡大の総合分析』（文眞堂、2004年）
- ポール・デ・グラウエ『通貨同盟の経済学：ユーロの理論と現状分析』（山口昌樹との共訳、勁草書房、2011年）